# Santo Antônio de Lisboa
Santo Antônio de Lisboa is een gemeente in de Braziliaanse deelstaat Piauí. De gemeente telt 5.965 inwoners (schatting 2009).
De gemeente grenst aan Pimenteiras, Geminiano, Francisco Santos; São Luis do Piauí, Bocaina en Sussuapara.

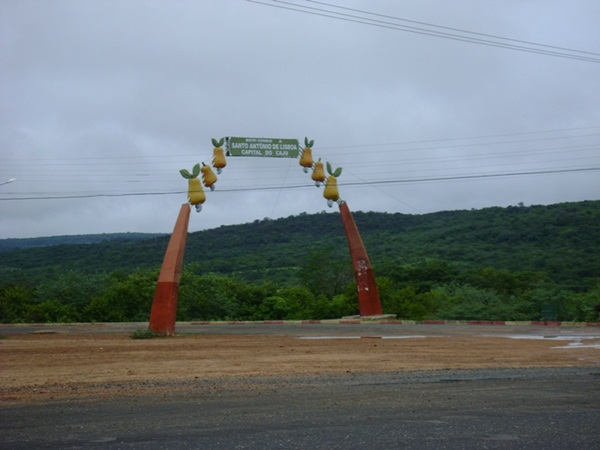
Poort van Santo Antônio de Lisboa versierd met caju-vruchten